# Eslourenties-Daban
Eslourenties-Daban ist eine französische Gemeinde mit 376 Einwohnern (Stand 1. Januar 2022) im Département Pyrénées-Atlantiques in der Region Nouvelle-Aquitaine (vor 2016: Aquitanien). Die Gemeinde gehört zum Arrondissement Pau und zum Kanton Pays de Morlaàs et du Montanérès (bis 2015: Kanton Morlaàs).
Der Name in der gascognischen Sprache lautet Eslorentias-Davant. Die Einwohner werden Eslourentissois und Eslourentissoises genannt.

## Geographie
Eslourenties-Daban liegt ca. 25 km nördlich von Pau in der historischen Provinz Béarn am östlichen Rand des Départements und grenzt an einer Enklave des benachbarten Départements Hautes-Pyrénées.
Umgeben wird der Ort von den Nachbargemeinden:
|        | Lombia                                      | Saubole                    |
| Arrien | Kompassrose, die auf Nachbargemeinden zeigt |                            |
|        | Lourenties                                  | Gardères (Hautes-Pyrénées) |

Eslourenties-Daban liegt im Einzugsgebiet des Flusses Adour. Einer seiner Nebenflüsse, der Gabas, markiert die südliche Grenze zur Nachbargemeinde Lourenties. Ein Nebenfluss des Gabas, der Ruisseau de la Canne, entspringt im Gemeindegebiet von Eslourenties-Daban.
Ein weiterer Nebenfluss des Adour, der Lées, strömt durch die Gemeinde mit seinen Zuflüssen
- Hourquet und
- Petit Lées, hier auch Ruisseau de Laherrusse genannt, und seinem Zufluss
  - Ruisseau Pondets.[3]

## Geschichte
In der Volkszählung von 1385 wurden in Florenthies-Davant sieben Haushalte gezählt und die Zugehörigkeit des Dorfes zur Bailliage von Pau festgehalten.
Weitere Toponyme und Erwähnungen von Eslourenties-Daban waren in der Folge
- Eslorenthies-Davant (1402, Volkszählung im Béarn),
- Eslorenties-Davant (1546, Manuskriptsammlung des 16. bis 18. Jahrhunderts),
- Eslorenties-Daban (1727, Volkszählung von Sedzère),
- Eslorenties d’Aban (1750, Karte von Cassini),
- Estourenties Daban (1793, Notice Communale) und
- Eslourenties-d’Aban und Eslourenties Daban (1801, Notice Communale)[4][5][6]

Die Grundherrschaft der Gemeinde gehörte also im 14. Jahrhundert zum Vicomte Gaston Fébus von Béarn. 1767 gab der französische König das Dorf an den Abt des Laienklosters Alexis Ducasse. Eslourenties-Daban war bis zum 14. Jahrhundert Hauptsitz des Notariats eines Bezirks rund um die Gemeinde.

### Einwohnerentwicklung
Nach einem Höchststand der Einwohnerzahl zu Beginn des 19. Jahrhunderts mit rund 300 Einwohnern hat sich die Zahl bei kurzen Wachstumsphasen bis zu den 1960er Jahren um über die Hälfte reduziert, bevor seitdem wieder ein starkes Wachstum einsetzte und sich die Zahl der Bewohner bis heute mehr als verdoppelte.
| Jahr      | 1962 | 1968 | 1975 | 1982 | 1990 | 1999 | 2006 | 2009 | 2022 |
| --------- | ---- | ---- | ---- | ---- | ---- | ---- | ---- | ---- | ---- |
| Einwohner | 149  | 137  | 146  | 185  | 193  | 138  | 216  | 232  | 376  |

## Sehenswürdigkeiten

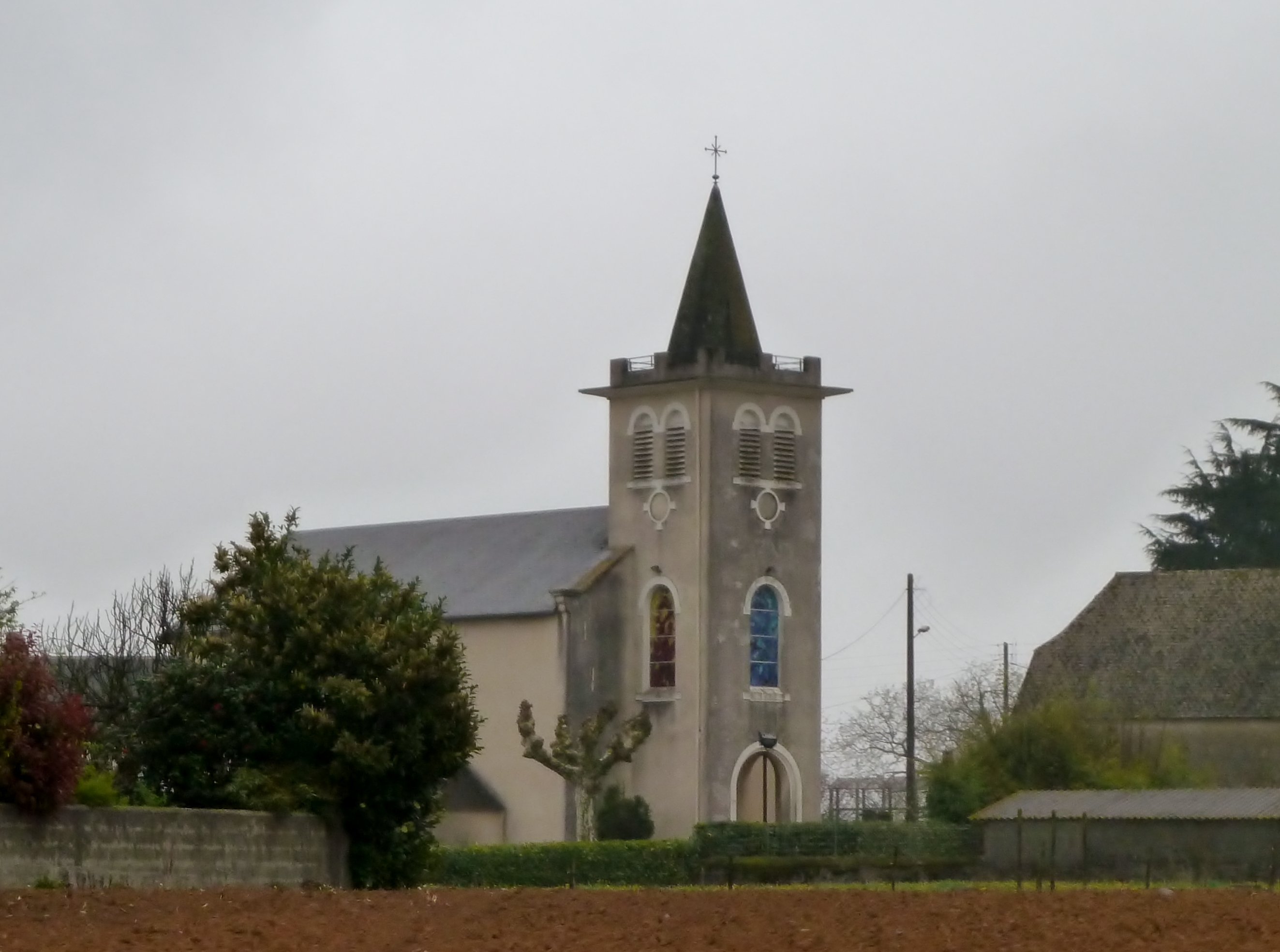
Pfarrkirche Saint-Martin von Eslourenties-Daban

- Pfarrkirche, gewidmet Martin von Tours. Die erste Kirche aus dem 14. Jahrhundert befand sich im Innenhof einer mittelalterlichen Motte. Sie wurde im 16. Jahrhundert in den Hugenottenkriegen von protestantischen Truppen vollständig zerstört. Der Wiederaufbau erfolgte im Jahre 1801, eine erste Restaurierung durch Jean Capéraa, genannt Coulème, bereits 1837. Die letzten nennenswerten Arbeiten sind vom Architekten Carrier zwischen 1883 und 1886 geleitet worden. Drei Glasfenster sind Werke des Glasmalers Pierre Arcencam aus Pau aus dem beginnenden 20. Jahrhundert. Sie zeigen die Heiligen Petrus, Gratus von Aosta und Ludwig. Der Glockenturm des einschiffigen Langhauses wurde 1930 errichtet.[10][11]

## Wirtschaft und Infrastruktur
Die Landwirtschaft ist traditionell einer der wichtigsten Wirtschaftsfaktoren der Gemeinde.

### Bildung
Die Gemeinde verfügt über eine öffentliche Grundschule.

### Sport und Freizeit
Die Gemeinde hat im Süden Zugang zum Stausee des Gabas, der eine Oberfläche von 216 Hektar aufweist und Möglichkeiten zu Freizeitaktivitäten rund um den See bietet:
- Windsurfen
- Stand Up Paddling
- Segeln (Jolle, Katamaran)
- Angeln
- Rundweg (9,6 km): zu Fuß, mit dem Fahrrad oder mit dem Pferd möglich.[2]

### Verkehr
Eslourenties-Daban ist erreichbar über die Routes départementales 42, 77 und 145.